# Folkets befrielsearmés raketstyrka
Folkets befrielsearmés raketstyrka, tidigare känd som Andra artillerikåren är det kinesiska Folkets befrielsearmés strategiska robotstyrkor. Raketstyrkan lyder under den Centrala militärkommissionen och dess kommando är beläget i Qinghe i Haidian-distriktet utanför Peking.

## Historia
Kina började utveckla kärnvapen på 1950-talet med sovjetiskt bistånd, men det sovjetiska stödet avbröts när förbindelserna mellan de två länderna försämrades i början på 1960-talet. Folkets befrielsearmé fortsatte därefter att utveckla sitt kärnvapenprogram på egen hand. Kina testade sin första atombomb i Lop Nor den 16 oktober 1964 och avfyrade sin första kärnvapenrobot den 25 oktober 1965. Den 14 juni 1967 detonerade Kina sin första vätebomb.
Raketstyrkan grundades formellt av centralkommittén och centrala militärkommissionen den 6 juli 1966 och Zhou Enlai gav styrkan namnet "andra artillerikåren" för att skilja det från Kinas reguljära artilleriförband. Den gjorde sitt första offentliga framträdande på Kinas nationaldag den 1 oktober 1984. Andra artillerikåren hade formellt inte status som en egen vapengren och stod militärbyråkratiskt en halv rang lägre än andra vapengrenar som flottan eller flygvapnet. 2016 ombildades andra artillerikåren till Folkets befrielsearmés raketstyrka.

## Indelning
Folkets befrielsearmés raketstyrka består av mellan 90 000 och 120 000 man och sex ballistiska robotdivisioner, "baser", och en . De sex divisionerna är utplacerade i de olika militärregionerna i landet självständigt från varandra. Bland dessa är divisionen i Huaihua av central betydelse, då den har ansvar för Kinas interkontinentala ballistiska kärnvapenrobotar. De sex kända baserna och testbasen är:
- Bas 51 (förlagd i Shenyang i Liaoning-provinsen);
- Bas 52 (Huangshan i Anhui);
- Bas 53 (Kunming i Yunnan);
- Bas 54 (Luoyang i Henan);
- Bas 55  (Huaihua i Hunan);
- Bas 56 (Xining i Qinghai);
- Testbas 22 (Baoji i Shaanxi)

## Arsenal

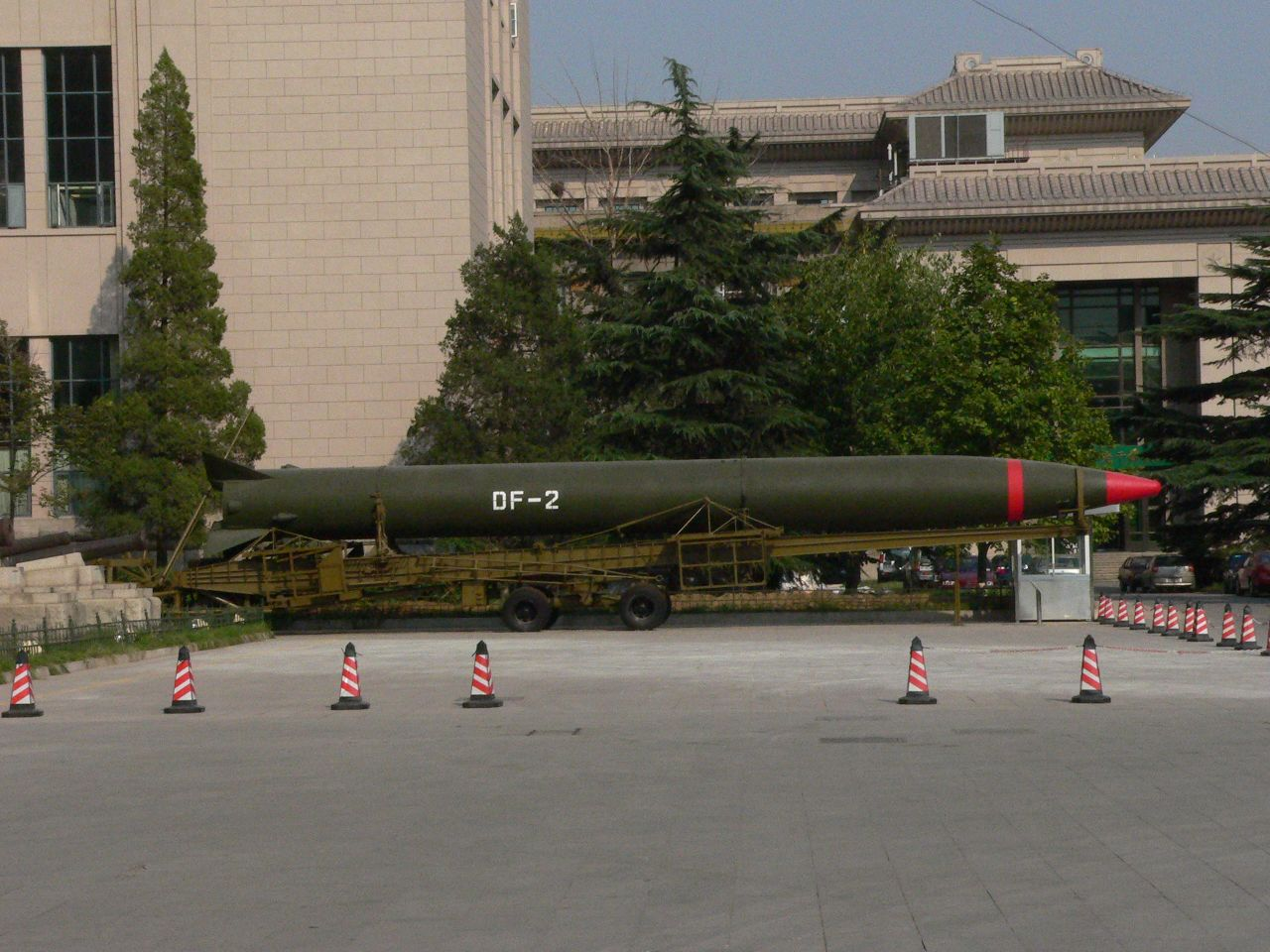
Roboten Dongfeng 2

Kinas totala kärnvapenarsenal beräknas vara mellan 100 och 400 stridsspetsar, varav 180 anses vara utplacerade.
Andra artillerikåren använder bland annat följande robotar:
- DF-4
- DF-5
- DF-15
- DF-21
- DF-31